# Storia degli Indianapolis Colts

Il logo degli Indianapolis Colts.

Gli Indianapolis Colts sono un club di football americano professionistico nato nel 1953 a Baltimora, col nome di Baltimore Colts, e trasferitosi nel 1984 ad Indianapolis assumendo la denominazione attuale. Questa voce approfondisce la storia della franchigia dalla fondazione ad oggi.

## L'era pre-franchigia a Baltimora
I Colts sono stati una delle prime formazioni della National Football League ad avere delle cheerleader, una propria banda e un inno (assieme ai vicini Washington Redskins, a circa sessanta chilometri dalla capitale della nazione). I Colts devono il proprio nome all'annuale " Preakness Stakes" di Baltimora, una gara di corsa di cavalli purosangue, seconda delle celebre serie denominata "Tripla Corona". La terza, e più famosa, franchigia dei Colts fu creata ufficialmente nel 1953, ma la sua storia può essere tracciata molto prima, anche precedentemente alla nascita della NFL stessa: i suoi primi antenati sono stati i Dayton Triangles, un membro fondatore della NFL del 1922, (dalla vecchia American Professional Football Conference, rinominata Association pochi mesi dopo nel 1920) che erano nati nel 1913. A causa del collegamento con gli antichi Dayton Triangles, i Colts possono probabilmente dichiarare di avere disputato, e vinto, il 3 ottobre 1920, quella che è considerata la prima partita della APFA/NFL, dove batterono 14-0 i Columbus Panhandles al Triangle Park. La squadra in seguito passò attraverso diversi cambiamenti: gli originali Dayton Triangles furono trasferiti a New York e rinominati Brooklyn Dodgers nel 1930, divenendo nel 1944 i Brooklyn Tigers. Quello stesso anno furono fondati i Boston Yanks con cui si fusero nel 1945 durante la seconda guerra mondiale, venendo chiamati "The Yanks". Brooklyn eliminò la propria franchigia nel corso dello stesso 1945 e i giocatori furono assorbiti dai Boston Yanks, come squadra parallela. Nel frattempo i New York Yankees vengono creati per competere nella All-America Football Conference), una lega rivale della NFL, dall'ex proprietario dei Tigers Dan Topping. Un'altra squadra della AAFC, i Miami Seahawks, fallì dopo una sola stagione e fu sostituita da una nuova franchigia a Baltimora a cui venne dato il nome di "Colts", scelto dopo un concorso indetto tra i tifosi. Col fallimento della AAFC, i Colts si trasferirono nella NFL nel 1950, assieme ai San Francisco 49ers e ai Cleveland Browns. Questa franchigia fallì per problemi finanziari, dopo una sola stagione nella NFL, il 18 gennaio 1951. I Boston Yanks furono cancellati invece dietro richiesta del loro proprietario per motivi fiscali. Allo stesso proprietario era stata affidata una franchigia a New York nel 1949, denominata New York Bulldogs. Il nome fu poi cambiato in New York Yanks dopo la stagione 1950. Gli Yanks assorbirono la maggior parte del roster degli Yankees l'anno successivo. Anche gli Yanks sparirono dopo la stagione 1951, venendo sostituiti nel '52 dai Dallas Texans. Il loro proprietario però lasciò la squadra a metà anno, lasciando il club senza uno stadio dove giocare le gare interne e venendo costretto a farlo sempre in trasferta. I Dallas Texans furono ceduti a un gruppo di imprenditori di Baltimora guidati da Carroll Rosenbloom il 23 gennaio 1953, che decise di tornare ad utilizzare il nome di "Colts". I colori della vecchia squadra con questo nome che aveva militato nella AAFC/NFL erano il verde e l'argento, che vennero però sostituiti dai colori dei Texans, blu e bianco.

## Baltimore Colts

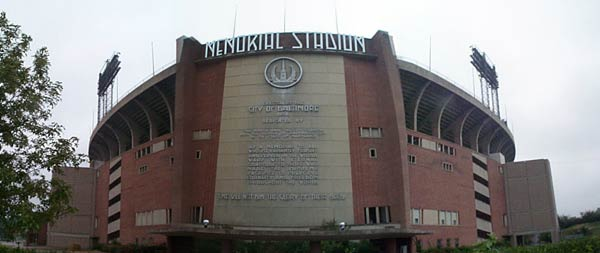
Il Memorial Stadium, casa dei Baltimore Colts fino al 1983.

Nel 1953 un gruppo con sede a Baltimora con a capo Carroll Rosenbloom ottenne i diritti per una nuova franchigia della National Football League in città. Rosenbloom ereditò ciò che rimaneva dei Dallas Texans, che avevano iniziato la loro storia come Boston Yanks nel 1944 e in seguito si erano fusi Brooklyn Tigers, a loro volta noti precedentemente come Dayton Triangles, una delle squadre fondatrici della NFL nel 1913. Nel 1950 molti giocatori degli New York Yankees della All-America Football Conference si aggregarono alla squadra, che si trasferì a Dallas dopo la stagione 1951 disputando però le ultime due gare "casalinghe" della stagione 1952 al Rubber Bowl a Akron, Ohio. Tuttavia, la NFL considera i Texans e i Colts come due squadre separate, anche se queste squadre condividevano gli stessi colori, blu e bianco.
I Colts giocarono la loro prima stagione a Baltimora nel 1953, terminando con un record di 3–9 sotto la guida del coach Keith Molesworth. La squadra faticò nei suoi primi anni a Baltimore, raggiungendo il suo primo record positivo solo nel 1958. Guidati dal capo-allenatore Weeb Ewbank e dal quarterback Johnny Unitas, i Colts terminarono 9-3 nel 1958, arrivando per la prima volta alla finale del campionato NFL. I Colts in quella partita affrontarono i New York Giants in una delle partite entrate nella storia del football. I Colts sconfissero i Giants 23–17 nella gara in cui furono introdotti per la prima volta i tempi supplementari. La partita fu vista da 45 milioni di persone.

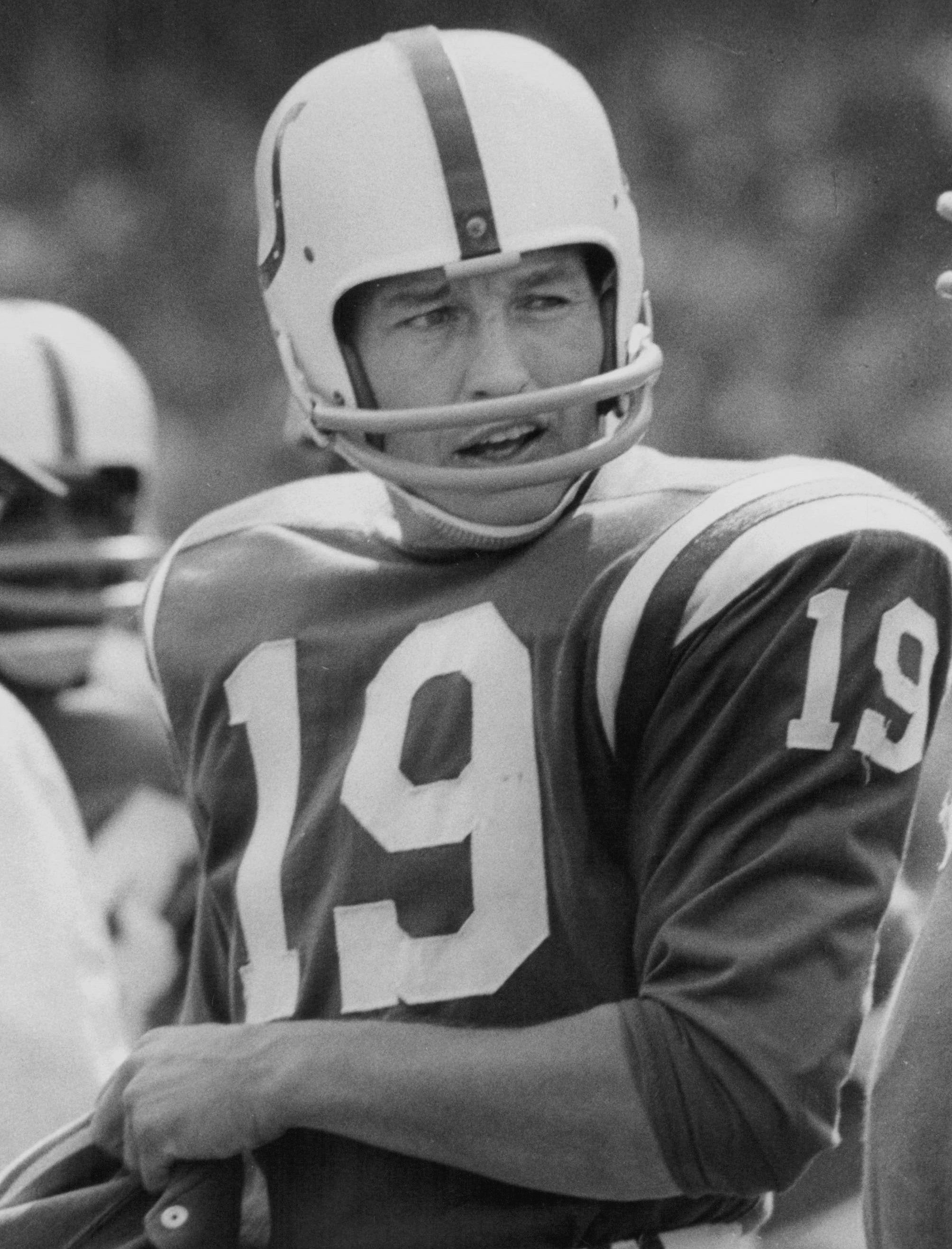
Il quarterback Johnny Unitas guidò i Baltimore Colts a quattro titoli NFL, incluso il loro primo Super Bowl.

Dopo la vittoria del primo titolo NFL, la squadra concluse la stagione successiva con un altro record di 9–3 e vinse il suo secondo campionato consecutivo battendo ancora in finale i Giants. Successivamente i Colts non tornarono più in finale per quattro anni, e nel 1963 Ewbank fu sostituito dal giovane Don Shula. Nella sua seconda stagione, Shula portò i Colts a un record di 12–2 ma perse in finale contro i Cleveland Browns. Nel 1968 i Colts, sempre guidati da Unitas e Shula vinsero il terzo titolo NFL ma furono sconfitti, seppur favoritissimi, nel Super Bowl III dai New York Jets di Joe Namath.
Rosenbloom dei Colts, Art Modell dei Browns e Art Rooney dei Pittsburgh Steelers acconsentirono che le loro squadre si unissero alle dieci squadre della AFL per formare la nuova American Football Conference dopo la fusione del 1970 tra NFL e AFL. I Colts ebbero immediatamente successo nella nuova conference, sotto la guida di Don McCafferty che nel 1970 portò la squadra a un record nella stagione regolare di 11–2–1, vincendo il titolo della AFC East. Nel primo turno dei playoff, i Colts superarono i Cincinnati Bengals 17–0 e la settimana dopo, nella finale della AFC, eliminarono gli Oakland Raiders 27–17. Baltimore andò a conquistare il suo primo Super Bowl (il Super Bowl V) sconfiggendo i campioni della National Football Conference, i Dallas Cowboys, per 16–13 grazie a un field goal di Jim O'Brien a cinque secondi dal termine della partita. La vittoria consegnò ai Colts il loro quarto titolo NFL e il primo Super Bowl. L'anno successivo tornarono ai playoff battendo nel primo turno i Cleveland Browns, perdendo coi Miami Dolphins nella finale della AFC.

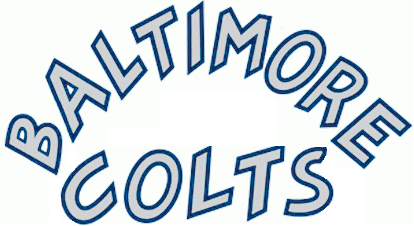
Il logo utilizzato dal 1953 al 1960.

Il 13 luglio 1972 Rosenbloom cedette la franchigia dei Colts a Robert Irsay ricevendo in cambio i Los Angeles Rams. Sotto la nuova proprietà, i Colts non raggiunsero i playoff per tre stagioni consecutive e dopo la stagione 1972 scambiarono il leggendario Johnny Unitas coi San Diego Chargers. Dopo la partenza di Unitas, i Colts raggiunsero i playoff per tre stagioni consecutive tra il 1975 e il 1977, perdendo sempre nel divisional round. La sconfitta del 1977 nei playoff in un doppio supplementare contro gli Oakland Raiders divenne famosa perché fu l'ultima gara di playoff che la squadra giocò a Baltimora e anche per una giocata divenuta famosa come "Ghost to the Post". Quelle stagioni furono caratterizzate dalla presenza del quarterback Bert Jones, nominato MVP della NFL nel 1976 e di una forte linea difensiva soprannominata "Sack Pack."
Dopo i successi ottenuti negli anni settanta, la squadra sperimentò nove stagioni consecutive con un record negativo a partire dal 1978. Nel 1981 la difesa dei Colts subì un record NFL di 533, stabilendo altri primati negativi per il minor numero di sack messi a segno (13) e per minor numero di punti salvati (12). L'anno successivo anche l'attacco collassò, e in una gara contro i Buffalo Bills non superò mai la metà campo. Il Colts terminarono la stagione 1982 accorciata per sciopero con un record di 0–8–1 guadagnando il diritto di scegliere il quarterback della Stanford University John Elway come primo assoluto nel Draft NFL 1983. Elway tuttavia rifiutò di giocare per Baltimore, e facendo leva sul fatto di essere anche stato scelto nel draft della Major League Baseball dai New York Yankees impose di essere scambiato coi Denver Broncos. Grazie a una migliorata difesa, la squadra terminò 7–9 nel 1983, in quella che sarebbe stata la sua ultima stagione a Baltimora.

## Indianapolis Colts

### Controversie sul trasferimento

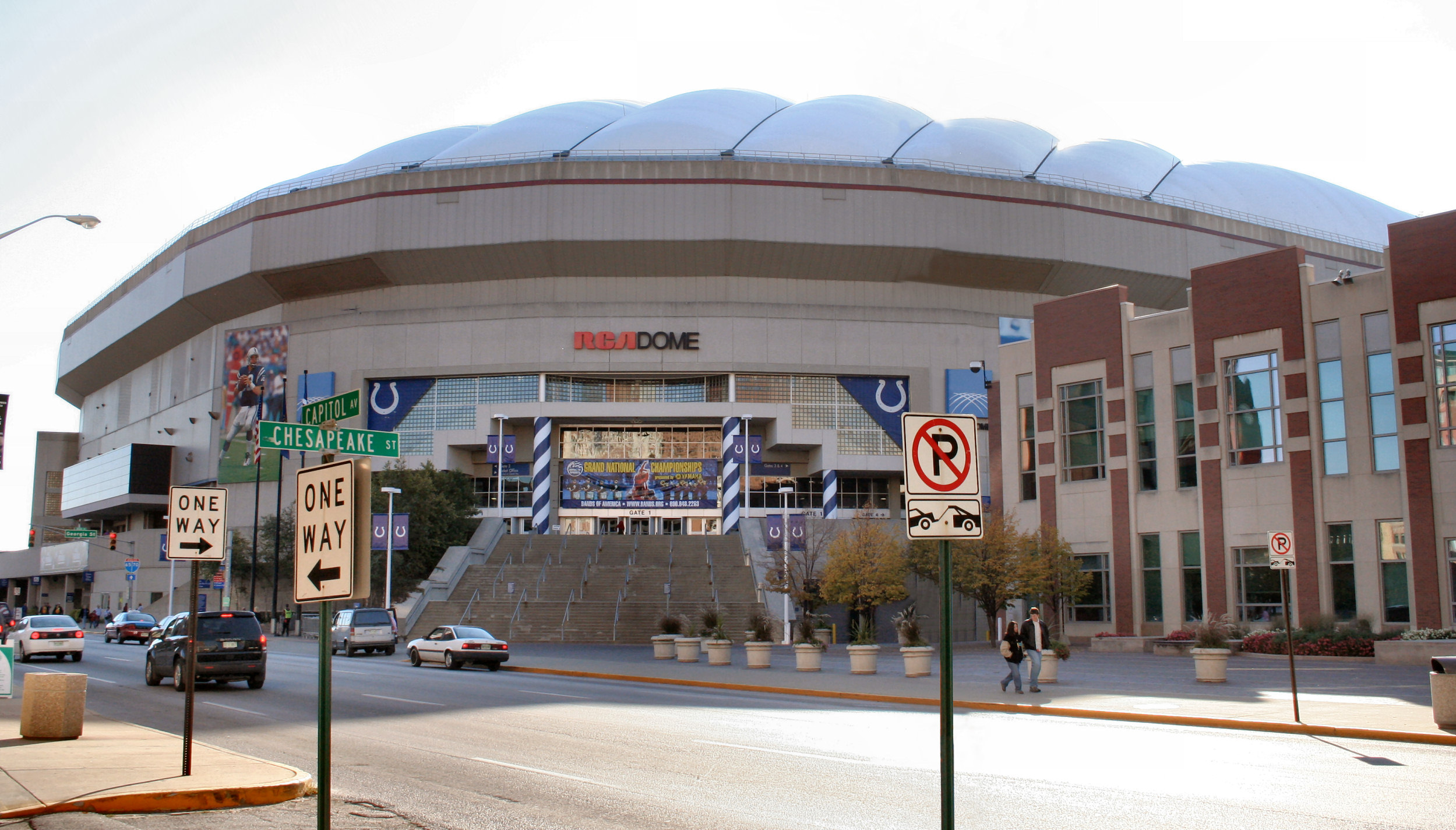
Gli Indianapolis Colts giocarono all'RCA Dome dal 1984 al 2007.

I Baltimore Colts giocarono la loro ultima gara a Baltimore il 18 dicembre 1983 contro gli Houston Oilers. All'inizio del 1984, dopo la fine della concessione ai Colts del Memorial Stadium, Irsay insistette perché la città di Baltimora migliorasse lo stadio o ne costruisse uno nuovo. L'affluenza negli anni precedenti aveva continuato a diminuire a causa degli scarsi risultati sul campo mentre i dirigenti della città non erano sicuri di un tale investimento, portando quindi a dei lenti negoziati. Le relazioni tra Irsay e la città di Baltimore si deteriorarono e, malgrado numerosi annunci pubblici in cui Irsay diceva di voler mantenere la squadra in città, iniziò i contatti con diverse città desiderose di aver una franchigia nella NFL. Le ultime candidate rimaste alla fine furono Phoenix e Indianapolis. Sotto l'amministrazione del Sindaco Richard Lugar e del suo predecessore William Hudnut, Indianapolis fece uno sforzo ambizioso per reinventarsi come 'Great American City'. L'Hoosier Dome, in seguito ribattezzato RCA Dome, era stato costruito specificamente per ospitare una franchigia di espansione della NFL.
Nel frattempo, a Baltimora, la situazione peggiorò quando la legislatura del Maryland intervenne e minacciò di approvare una legge che permettesse alla città di Baltimora di espropriare i diritti sulla franchigia. Questo portò Irsay ad iniziare delle serie contrattazioni col Sindaco di Indianapolis William Hudnut per trasferire la franchigia prima che tale legislazione potesse approvata nel Maryland, riuscendo ad assicurarsi da Indianapolis i diritti sull'Hoosier Dome e su un complesso adibito agli allenamenti. Dopo aver firmato l'accordo, i camion della Mayflower Transit furono inviati nelle strutture dei Colts nel Maryland il mattino presto del 29 marzo 1984, dove i lavoratori caricarono tutti i beni della società e li inviarono verso i Indianapolis. I Colts se ne erano definitivamente andati da Baltimora a metà di quella stessa giornata.
La mossa scatenò una serie di lotte legali che terminarono quando i rappresentanti di Baltimora e dei Colts raggiunsero un accordo nel marzo del 1986 in cui tutte le cause legali originate dal trasferimento furono fatte cadere. Non di meno, molti dei vecchi giocatori storici dei Colts, diversi dei quali risiedevano nell'area di Baltimora, rilasciarono commenti amareggiati e tagliarono i legami con l'attuale franchigia dei Colts. Il principale tra essi fu Johnny Unitas, che si riconobbe solamente come un giocatore dei Baltimore Colts fino al giorno della morte. Ad ogni modo, la NFL riconosce i traguardi raggiunti dai Colts come appartenenti all'attuale franchigia dei Colts e non all'organizzazione dei Baltimore Ravens.

### 1984–1997

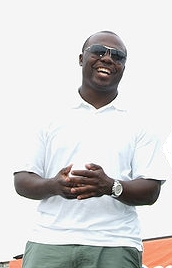
Marshall Faulk fu scelto dai Colts nel Draft NFL 1994.

Con l'arrivo dei Colts ad Indianapolis pervennero 143.000 richieste di abbonamenti stagionali in sole due settimane. Lo spostamento a Indianapolis, tuttavia, non cambiò le fortune sul campo dei Colts che raggiunsero i playoff solo una volta nei loro primi 11 anni nella nuova città. Nella stagione 1984, la prima a Indianapolis, la squadra concluse 4–12 con il peggior attacco del campionato. Nei due anni successivi i Colts vinsero complessivamente solo otto partite, compresa una partenza per 0-13 nel 1986 che portò al licenziamento dell'allenatore Rod Dowhower, sostituito da Ron Meyer. Nel 1987 i Colts tramite uno scambio ingaggiarono il running back Eric Dickerson, futuro membro della Pro Football Hall of Fame, concludendo con un record di 9-6, sufficiente per vincere la AFC East e qualificarsi aii playoff per la prima volta dal trasferimento, perdendo nel primo turno coi Cleveland Browns.
Dopo il 1987, i Colts non videro alcun vero successo per alcuni anni, mancando i playoff per sette stagioni consecutive. La franchigia operò degli scambi per ottenere la prima scelta assoluta nel Draft NFL 1990, dove ingaggiarono il quarterback Jeff George, assicurandogli il più ricco contratto della storia per un rookie. Quella che avrebbe dovuto essere una carriera da sogno per George nella squadra della sua città natale divenne un fiasco quasi immediatamente. Tale periodo negativo raggiunse il suo apice nel 1991 quando la squadra terminò 1–15 portando alla cacciata dell'allenatore Ron Meyer e al ritorno di Ted Marchibroda, che aveva già allenato la squadra mentre era a Baltimore nel periodo 1975–1979. George giocò sempre malamente, lanciando 46 intercetti a fronte di soli 41 touchdown perdendo 35 delle sue 49 gare da titolare coi Colts; la sua unica stagione con un record positivo coi Colts fu quella del 1992, dove giocò solo dieci gare lanciando 15 intercetti e sette touchdown. Rivolse gesti osceni ai tifosi della sua città natale, litigò con l'allenatore Marchibroda, scioperò per 36 giorni e cercò di essere scambiato; alla fine della stagione 1993 i Colts lo cedettero agli Atlanta Falcons. La squadra continuò a faticare anche sotto Marchibroda mentre Jim Irsay, figlio di Robert Irsay, all'epoca era il general manager. Fu nel 1994 che Robert Irsay ingaggiò Bill Tobin come nuovo general manager degli Indianapolis Colts.
Sotto la gestione di Tobin, i Colts avrebbero scelto nel draft NFL 1994 il running back Marshall Faulk come secondo assoluto, acquisendo inoltre il quarterback Jim Harbaugh. Grazie anche a queste mosse, le fortune dei Colts tornarono a girare in positivo, raggiungendo i playoff nel 1995 e 1996. I Colts vinsero la loro prima gara di playoff da quando erano a Indianapolis nel 1995 e raggiunsero la finale della AFC contro i Pittsburgh Steelers, arrivando a sfiorare la partecipazione al Super Bowl XXX.
Marchibroda si ritirò dopo la stagione 1995 venendo sostituito da Lindy Infante. Dopo due qualificazioni consecutive ai playoff, i Colts regredirono terminando 3–13 la stagione 1997. Nello stesso anno, a gennaio 1997, dopo problemi di salute durati anni, morì Robert Irsay, il proprietario e uomo che aveva spostato la squadra a Indianapolis. Jim Irsay, figlio di Robert Irsay, subentrò nel ruolo di proprietario e cambiò rapidamente l'organizzazione della squadra. Irsay sostituì il general manager Tobin con Bill Polian e decise di ricostruire la squadra a partire dalla prima scelta assoluta nel Draft NFL 1998.

### 1998–2011: l'era di Peyton Manning

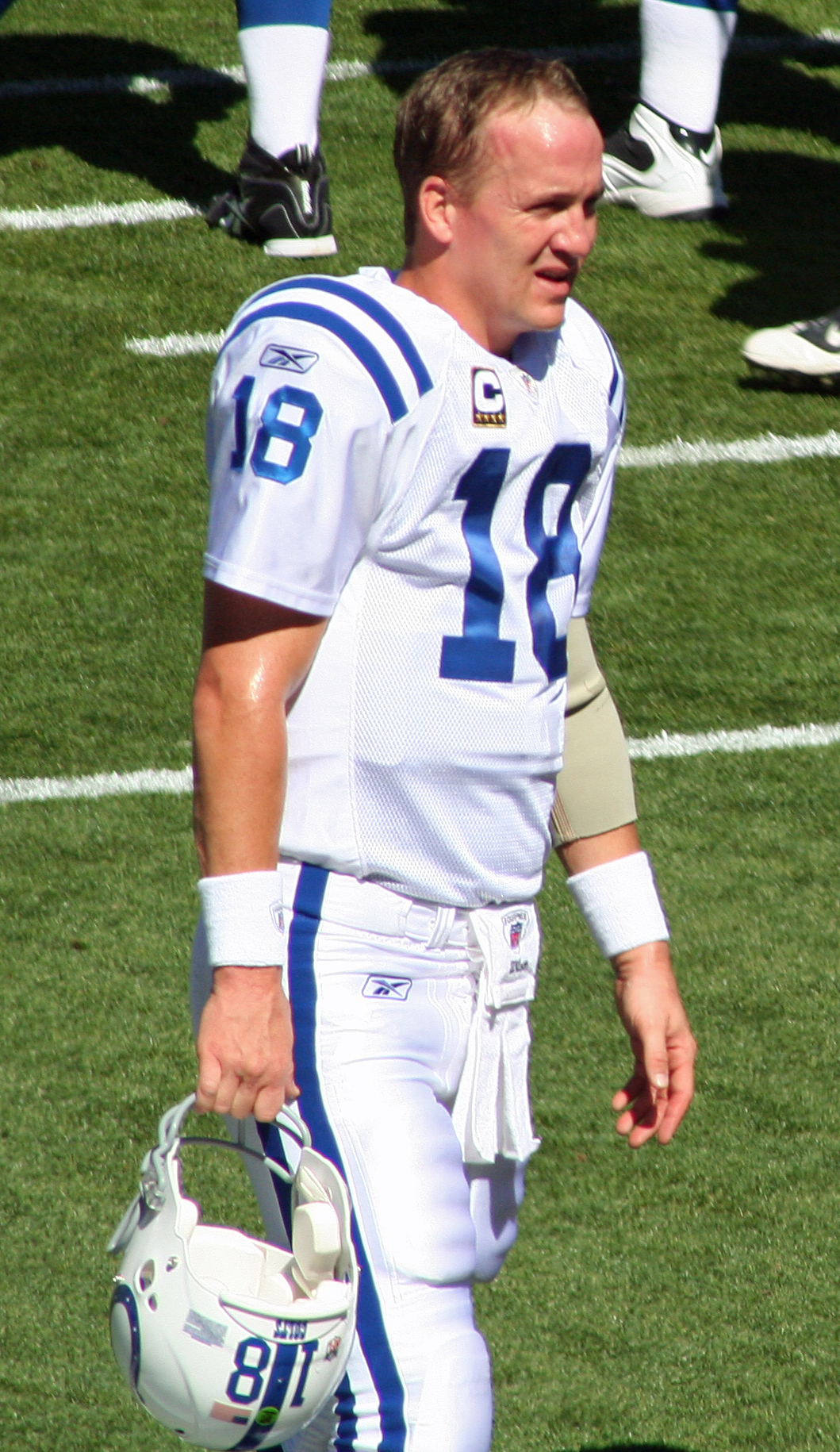
Peyton Manning vinse il Super Bowl nel coi Colts.

Jim Irsay licenziò il capo-allenatore Lindy Infante e insieme a Bill Polian assunse Jim Mora come allenatore e come prima scelta nel draft scelse il quarterback dei Tennessee Volunteers Peyton Manning, figlio della leggenda dei New Orleans Saints Archie Manning.
La squadra e Manning faticarono nella stagione 1998, vincendo solo tre partite, col quarterback che subì 28 intercetti. Ad ogni modo, Manning lanciò 3.739 yard e 26 touchdown (entrambi all'epoca record NFL per un rookie). I Colts iniziarono a migliorare verso la fine della stagione 1998 e continuarono a mostrare segnali di crescita anche nel 1999. Indianapolis scelse Edgerrin James nel Draft NFL 1999 e continuò a migliorare il proprio roster in vista della stagione successiva. I Colts terminarono 13–3 nel 1999 finendo primi nella AFC East, la loro prima vittoria di division dal 1987. Indianapolis perse contro i futuri vincitori della AFC, i Tennessee Titans, nel divisional round dei playoff.
Nel 2000 e 2001 i Colts ottennero meno successi rispetto al 1999 e la pressione iniziò a salire attorno alla squadra dopo aver concluso con un record di 6-10 la stagione 2001. Jim Mora fu licenziato a fine anno, venendo sostituito dall'ex allenatore dei Tampa Bay Buccaneers Tony Dungy. Questi prese velocemente in mano le redini della squadra guidandola ai playoff nel 2002 con un record di 10–6. I Colts tornarono ai playoff nel 2003 e 2004 sempre con un record di 12–4 e vincendo la AFC South. La squadra fu sconfitta dai New England Patriots e Tom Brady sia nella finale della AFC del 2003 che nel divisional round del 2004, dando inizio alla rivalità tra le due squadre e soprattutto tra Manning e Brady. Dopo le due sconfitte consecutive ai playoff coi Patriots, i Colts iniziarono la stagione 2005 con un record di 13-0, compresa una vittoria sui Patriots, la prima dell'era Manning. Durante la stagione, Manning e Marvin Harrison superarono il record NFL per touchdown segnati da una coppia quarterback-ricevitore. Indianapolis terminò l'anno con un record di 14–2, il migliore della lega e il migliore della storia della franchigia in una stagione da 16 gare, ma persero coi Pittsburgh Steelers nel divisional round, finendo in modo deludente la stagione.

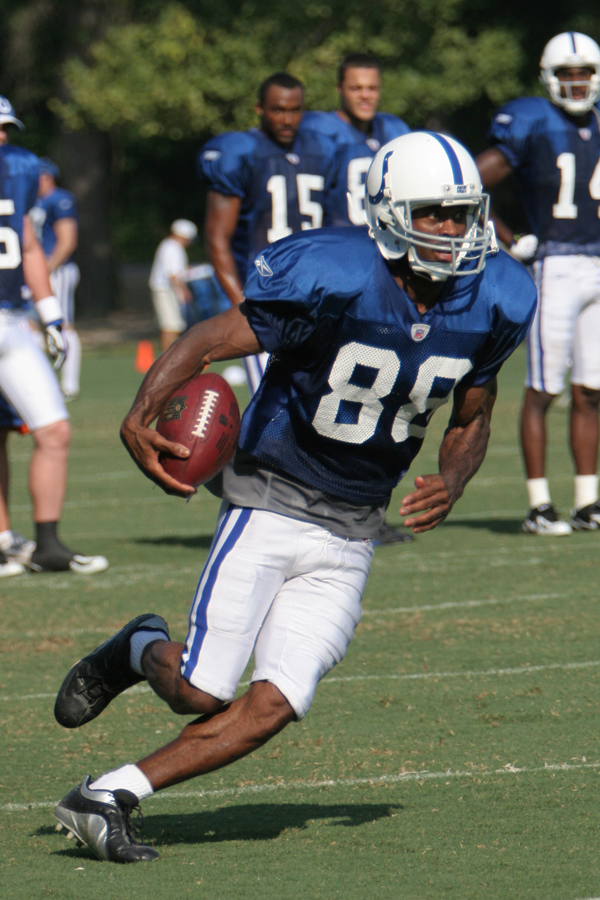
Il ricevitore Marvin Harrison.

Indianapolis iniziò la stagione con quarterback, ricevitori e difensori esperti e scegliendo Joseph Addai nel Draft NFL 2006. Come nella stagione precedente, i Colts iniziarono con una lunga striscia di imbattibilità, portandosi sul 9–0 prima di perdere contro i Dallas Cowboys. Indianapolis terminò la stagione 12–4 e raggiunse i playoff per il quinto anno consecutivo, questa volta al terzo posto nel tabellone della AFC. La squadra vinse nei primi due turni contro Kansas City Chiefs e Baltimore Ravens ritornando alla finale della AFC per la prima volta dal 2003, affrontando lo stesso avversario di allora, i New England Patriots. In una partita divenuta un classico, i Colt recuperarono uno svantaggio di 21–3 alla fine del primo tempo e vinsero 38–34 guadagnandosi la partecipazione al Super Bowl XLI, la prima apparizione al Super Bowl della franchigia dal 1970 e la prima a Indianapolis. I Colts affrontarono i Chicago Bears vincendo per 29–17, consegnando a Manning, Polian, Irsay e Dungy la loro prima vittoria del Super Bowl, oltre che il primo titolo per la città di Indianapolis.
Dopo la stagione che li consacrò finalmente campioni, i Colts terminarono 13–3 nel 2007 ma persero contro i San Diego Chargers nel divisional round dei playoff, in quella che sarebbe stata l'ultima gara all'RCA Dome, dal momento che Colts si trasferirono al nuovo Lucas Oil Stadium nel 2008. Manning perse quasi tutta la pre-stagione 2008 a causa di un'operazione chirurgica. Indianapolis iniziò con un record di 3–4 ma successivamente vinse nove partite consecutive terminando 12–4 e raggiungendo i playoff come wild card, perdendo ancora però contro i Chargers nel primo turno. A fine stagione, l'allenatore Tony Dungy lascio i Colts dopo sette stagioni alla guida della squadra, terminate con un record di 92–33.
Jim Caldwell fu assunto come capo-allenatore dopo la partenza di Dungy. I Colts terminarono con un record di 14–2 dopo aver fatto riposare i titolari nelle ultime due partite. Per la seconda volta nell'era Manning la squadra entrò nei playoff col miglior record della AFC. Lì i Colts superarono i Baltimore Ravens e i New York Jets arrivando a disputare il Super Bowl XLIV contro i New Orleans Saints. Indianapolis perse la partita coi Saints per 31–17 terminando la stagione con delusione. Questa proseguì anche nella stagione successiva quando la franchigia totalizzò solamente un record di 10–6, la prima volta che terminò un'annata con meno di 12 vittorie dal 2002. Le difficoltà continuarono nei playoff in cui vennero eliminati dai New York Jets nel primo turno. Quella sconfitta coi Jets risultò essere l'ultima gara di Peyton Manning con la maglia dei Colts.
Dopo aver saltato l'intera pre-stagione, Manning fu dichiarato non pronto per il debutto stagionale dei Colts a Houston e alla fine saltò l'intera stagione 2011. Come titolare fu scelto il quarterback veterano Kerry Collins, ingaggiato dopo le deludenti prestazioni dei quarterback di riserva Curtis Painter e Dan Orlovsky. Malgrado la presenza di Collins, tuttavia, i Colts iniziarono la stagione con un record di 0–13 e terminarono 2-14, abbastanza per guadagnare la prima scelta assoluta nel Draft NFL 2012. Subito dopo la fine della stagione, il general Bill Polian fu licenziato, così come Jim Caldwell. L'era di Peyton Manning terminò l'8 marzo 2012 quando Jim Irsay annunciò di aver svincolato il giocatore dopo tredici stagioni con la squadra.

### 2012-2019: l'era di Andrew Luck

#### 2012

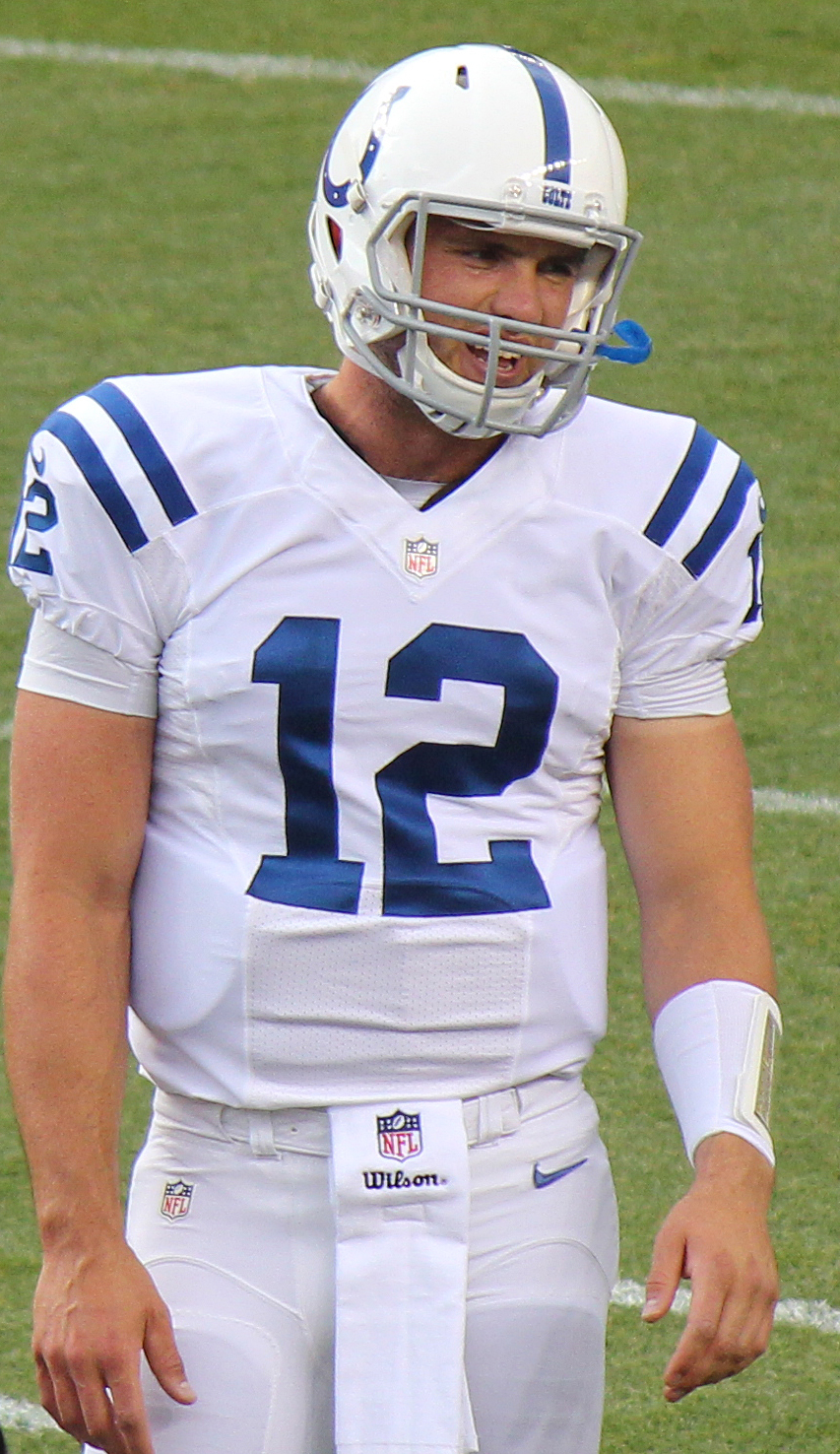
Andrew Luck fu la prima scelta assoluta del Draft 2012.

Il proprietario Jim Irsay iniziò una nuova ricostruzione nel 2012, partendo dall'assunzione del nuovo general manager in Ryan Grigson e del nuovo allenatore Chuck Pagano. I Colts svincolarono veterani dell'era Manning come Joseph Addai, Dallas Clark e Gary Brackett. Con la prima scelta assoluta selezionarono il quarterback degli Stanford Cardinal Andrew Luck oltre al suo compagno di squadra Coby Fleener nel secondo giro. Inoltre i Colts passarono a uno schema difensivo di tipo 3-4. Il 9 settembre 2012 i Colts diedero il via all'era di Andrew Luck con una sconfitta 41-21 contro i Chicago Bears. Nel corso della stagione Luck stabilì i nuovi record NFL per un rookie per yard lanciate in una partita e in una stagione, entrambi precedentemente detenuti da Cam Newton. Grazie anche alle ottime prestazioni del ricevitore veterano Reggie Wayne, Luck portò la peggior squadra dell'anno precedente a un record di 11-5 e un'insperata qualificazione ai playoff, la quattordicesima del club dal 1995. La stagione terminò con la sconfitta per 24-9 nel primo turno di playoff contro i Baltimore Ravens, la prima volta (su tre gare) che la nuova franchigia di Baltimora batteva la vecchia nei playoff.

#### 2013
Nella gara di debutto della stagione 2013, i Colts batterono i Raiders con una vittoria in rimonta a 19 secondi dal termine. Dopo una sconfitta coi Dolphins, seguirono vittoria in trasferta coi 49ers e in casa sui Jaguars. Nel quinto turno, Indianapolis inflisse la prima sconfitta stagionale agli imbattuti Seattle Seahawks, futuri vincitori del Super Bowl.

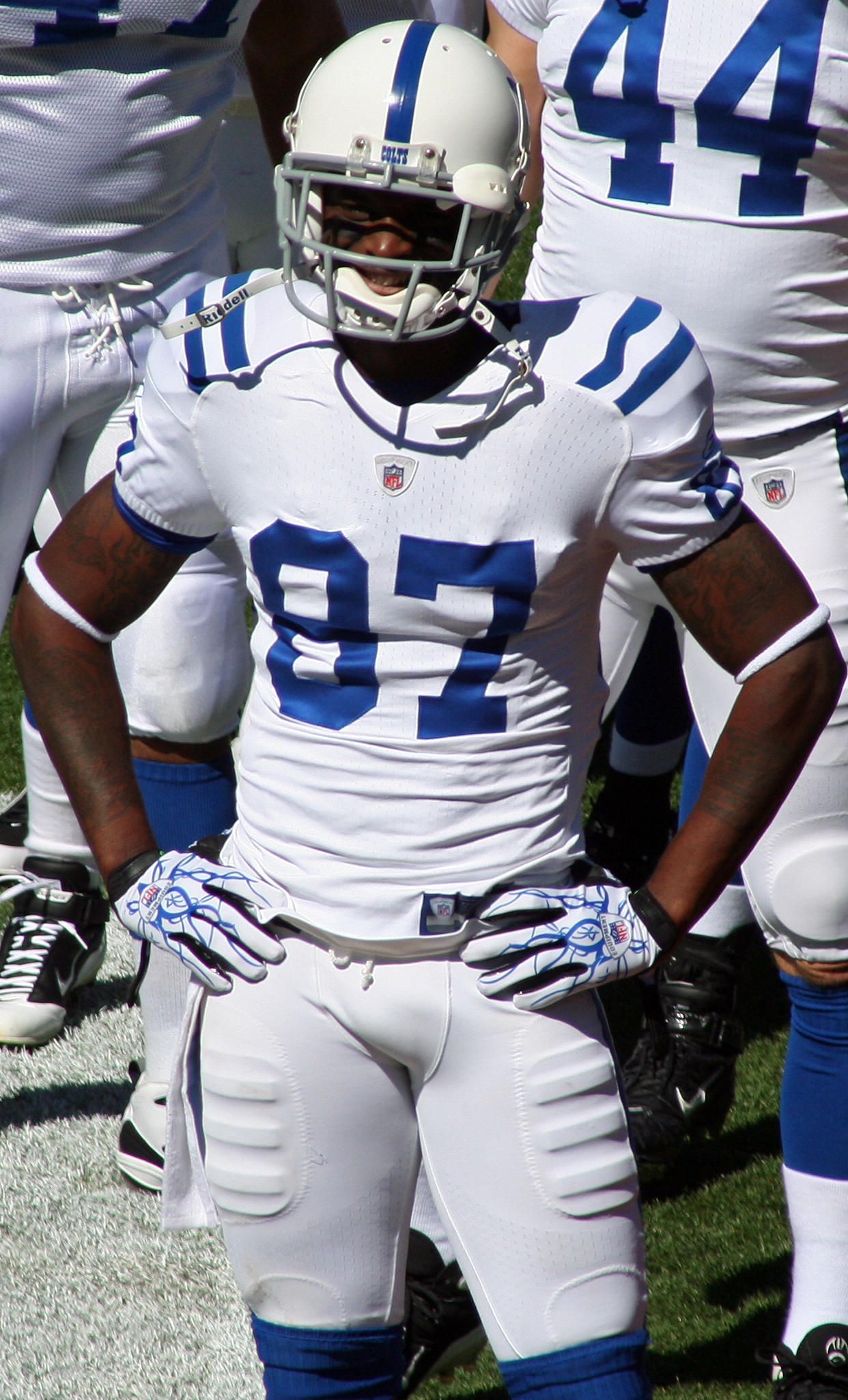
Il ricevitore Reggie Wayne.

Nella settimana 8, i Colts affrontarono per la prima volta Peyton Manning come avversario, avendo la meglio sui suoi Broncos. Dopo la settimana di pausa, Luck guidò la squadra a rimontare uno svantaggio di 18 punti nel finale del terzo quarto contro gli Houston Texans passando tre touchdown a T.Y. Hilton, con la squadra che salì a un record di 6-2. Senza più Reggie Wayne, infortunatosi per tutta la stagione, la franchigia perse nettamente la settimana successiva in casa contro i Rams. La vittoria tornò il giovedì successivo rimontando uno svantaggio di 14-0 alla fine del primo quarto in casa dei Titan. Un'altra netta sconfitta per 40-11 giunse però nella settimana 12 contro gli Arizona Cardinals.
I Colts tornarono al successo nella settimana 13 battendo in casa i Titans e avvicinandosi alla vittoria del titolo di division. La settimana successiva 326 yard passate e 4 touchdown da Luck non riuscirono ad evitare la sconfitta contro i Bengals ma, grazie alla contemporanea sconfitta dei Titans contro i Broncos, i Colts poterono festeggiare la vittoria della AFC South division e la seconda qualificazione ai playoff consecutiva. La stagione regolare si chiuse con un bilancio di 11-5.
Il 4 gennaio 2014, nel primo turno di playoff i Colts ospitarono i Kansas City Chiefs. Trovatisi in svantaggio per 38-10 nel terzo quarto, Luck guidò una furiosa rimonta portando la sua squadra alla vittoria per 45-44. I 28 punti recuperati pareggiarono la seconda più grande rimonta nei playoff della storia della NFL La domenica successiva, il club fu eliminato nettamente dai Patriots.

#### 2014
La stagione 2014 si aprì per Indianapolis con due sconfitte contro Broncos e Eagles. La prima vittoria giunse nella settimana 3 sui Jaguars in cui Luck fece registrare un passer rating di 140,4, il suo più alto fino a quel momento.
Nel Thursday Night della settimana 6 contro i Texans, Indianapolis si prese la vetta solitaria della division. Nel Monday Night della settimana 9 contro i Giants il quarterback stabilì due nuovi nuovo record di franchigia con la settima gara consecutiva da oltre 300 yard passate, che furono anche il massimo in una stagione per giocatore dei Colts. Nella settimana 15 una vittoria casalinga sui Texans assicurò ad Indianapolis la matematica certezza della vittoria della propria division per il secondo anno consecutivo.
Il 4 gennaio 2015, i Colts batterono per 26-10 i Bengals nel turno delle wild card. La settimana successiva Indianapolis sorprese i Broncos al Mile High Stadium andando a vincere per 24-13 e qualificandosi per la finale della AFC. La corsa verso il Super Bowl si interruppe perdendo per 45-7 in casa dei Patriots. Dopo quella gara, i Colts accusarono gli avversari di avere intenzionalmente sgonfiato i propri palloni per favorire la presa del proprio quarterback, una pratica vietata. I risultati dello scandalo, divenuto noto come Deflategate, furono pubblicati dalla NFL il 6 maggio 2015. Cinque giorni dopo, la lega sospese Tom Brady per le prime quattro partite della stagione 2015, multò i Patriots di un milione di dollari e revocò loro la scelta del primo giro del Draft NFL 2016 e la scelta del quarto giro del Draft NFL 2017.

#### 2015
Nel 2015 i Colts ebbero considerevolmente meno successo che nelle annate precedenti, con Luck che rimase infortunato per tutta la seconda parte della stagione, venendo sostituito dal veterano quarantenne Matt Hasselbeck. Delle prime otto partite, la squadra ne vinse solamente tre, portando al licenziamento del coordinatore offensivo Pep Hamilton. Seguì una serie positiva di tre vittorie consecutive, cui fecero però da contraltare tre sconfitte consecutive che tolsero alla squadra le speranze di conquistare i playoff. Indianapolis chiuse con un record di otto vittorie e otto sconfitte al secondo posto della division dietro a Houston. Fu solamente la quarta volta dal 1998 che la squadra non raggiunse la post-season.

#### 2016
Nonostante il rientro a tempo pieno di Luck, nel 2016 la squadra terminò ancora con un bilancio di 8-8, finendo al terzo posto della propria division e mancando i playoff per due stagioni consecutive per la prima volta dal biennio 1997–1998. Fu anche la prima volta che i Colts persero entrambe le gare annuali contro gli Houston Texans. A fine anno, il general manager Ryan Grigson fu licenziato dopo cinque stagioni.

#### 2017
Nel 2017 Luck fu assente per tutta la stagione, così i Colts si affidarono al quarterback al secondo anno Jacoby Brissett. Nell'ultima stagione di Pagano come allenatore il club ebbe il suo primo bilancio negativo dal 2011, chiudendo con un record finale di 4-12, al terzo posto della division. A fine anno Colts licenziarono il loro capo-allenatore.

#### 2018
Nel febbraio del 2018, i Colts ingaggiarono Frank Reich come capo-allenatore. Nonostante il ritorno di Luck fin dall'inizio della stagione regolare, i Colts ebbero un lento inizio di stagione con un record di 1–5. Successivamente la squadra ottenne buoni risultati vincendo cinque partite consecutive e nove delle ultime dieci, assicurandosi la prima partecipazione ai play-off dal 2014 e divenendo la terza squadra nella storia a riuscire in tale impresa partendo con un record di 1–5. I Colts sconfissero gli Houston Texans nel Wild Card Game, ma la loro stagione si concluse con la sconfitta nel Divisional Play-off contro i primi in classifica Kansas City Chiefs. Luck si piazzò al secondo posto della NFL con 39 passaggi da touchdown.

### 2019-presente: l'era post-Luck

#### 2019
Il 24 agosto 2019, a poche settimane dall’inizio della 2019, Luck inaspettatamente annunciò il suo ritiro a causa dei numerosi infortuni subiti negli anni.
Di conseguenza Jacoby Brissett divenne il quarterback titolare.